# جون شرودر
جون شرودر (بالإنجليزية: John Schroeder)‏ هو لاعب غولف أمريكي، ولد في 12 نوفمبر 1945 في غريت بارينغتون في الولايات المتحدة.

## وصلات خارجية
- جون شرودر على موقع رابطة لاعبي الغولف المحترفين (الإنجليزية)